# オッター島 (アラスカ州)
オッター島(オッターとう、英語: Otter Island)はベーリング海のセントポール島南西の小島。プリビロフ諸島を構成する島のひとつ。面積は0.6km2で無人である。最高地点は海抜285m。島では狩猟が禁じられている。
長さが934mで、幅が1.45kmである。

## 参照
- Otter Island: Block 1042, Census Tract 1, Aleutians West Census Area, Alaska United States Census Bureau

座標: 北緯57度02分45秒 西経170度24分00秒 / 北緯57.04583度 西経170.40000度